# Imperi Chola
L'Imperi Chola, sovint conegut com els Chola imperials, fou un imperi talassocràtic medieval del sud de l'Índia governat per la dinastia Chola. Tenia dominis d'ultramar, protectorats i esferes d'influència al sud-est asiàtic.
El poder i prestigi dels Chola entre les potències del sud, sud-est i est d'Àsia al seu apogeu es fan palesos en les seves expedicions al Ganges, incursions navals contra ciutat de Srivijaya (a l'illa de Sumatra) i diverses ambaixades a la Xina. La flota Chola representa el punt àlgid del poder naval a l'antiga Índia. Cap al 1070, els Chola començaren a perdre gairebé tots els territoris d'ultramar, però els Chola posteriors (1070-1279) continuaren governant part del sud de l'Índia. L'Imperi Chola entrà en declivi a principis del segle xiii, amb l'auge de la dinastia Pandya, que acabà provocant l'ensulsiada dels Chola.
Els Chola establiren una forma centralitzada de govern i una burocràcia disciplinada. El seu mecenatge de la literatura tàmil i el seu fervor a l'hora de construir temples feren possibles algunes de les grans obres de la literatura i arquitectura dels tàmils. Els reis Chola, constructors incansables, veien els temples dels seus regnes com a llocs de culte i, alhora, centres d'activitat econòmica. El temple de Brihadisvara, a Thanjavur, construït per Rajaraja I el 1010, és Patrimoni de la Humanitat de la UNESCO i un dels màxims exponents de l'arquitectura dels Chola. Així mateix, foren coneguts pel seu mecenatge de l'art. El desenvolupament de la tècnica d'escultura emprada per als bronzes dels Chola de déus hindús, creats amb una tècnica perduda basada en la cera, començà durant aquest període. La tradició artística dels Chola es difongué i influí en l'arquitectura i l'art del sud-est asiàtic.